# 腱膜纤维瘤
腱膜纤维瘤（aponeurotic fibroma），又称钙化性腱膜纤维瘤（calcifying aponeurotic fibroma）、幼年型腱膜纤维瘤（juvenile aponeurotic fibroma），特征是钙化灶、栅栏状排列的圆形细胞和放射状排列的成纤维细胞，通常附着在手部和脚部的肌腱、筋膜或骨膜。